# Nationalsymbol
Et nationalsymbol er et symbol for en nation. Nationalsymboler som alle lande har er flaget, derudover kan et rigsvåben/våbenskjold også være et symbol for et land.
Historiske genstande kan antage nationalsymbolsk værdi, som for eksempel Dybbøl Mølle, Guldhornene eller Jellingstenene. Det samme gælder folkemytologiske figurer Holger Danske og Mor Danmark. Andre symboler bliver hentet fra plante- og dyreverden. I løbet af romantikken fik bøgen f.eks. status som dansk nationaltræ. Bøgen blev også nævnt i Danmarks nationalsang. Fra den tyske bevægelse i hertugdømmerne kendes dobbeltegen. Også litterære motiver kan blive til nationale symboler såsom de sønderjydske piger.